# Devils Thumb (Coast Mountains)
Devils Thumb (engl. für „Teufelsdaumen“) ist ein 2777 m hoher Berg an der Grenze zwischen Alaska (USA) und British Columbia (Kanada).

## Lage
Der Berg befindet sich 47 km nordöstlich von Petersburg (Alaska) im Stikine Icecap. Er bildet eine der höchsten Erhebungen der Boundary Ranges, die zu den Coast Mountains zählen. Als Grenzgipfel trägt er auch die Bezeichnung Boundary Peak 71. Die Nord- und die Südflanke werden über den Baird-Gletscher, die Ostflanke über den LeConte-Gletscher zum Pazifischen Ozean hin entwässert. Der nächste etwas höhere Berg ist der knapp 10 km nordnordöstlich gelegene Mount Burkett. Kates Needle, noch etwas höher und ebenfalls ein Grenzgipfel, befindet sich 20 km ostsüdöstlich.

## Besteigungsgeschichte
Die Erstbesteigung gelang Fred Beckey, Bob Craig und Clifford Schmidtke am 25. August 1946. Sie erreichten den Berg vom weiter östlich gelegenen Flood-Gletscher. Ihre Aufstiegsroute führte über die Südwand und den Ostgrat zum Gipfel.
1977 versuchte Jon Krakauer erfolglos, die unbestiegene Nordwestwand des Devils Thumb solo zu durchsteigen. Nach dem Fehlschlag erreichte er den Gipfel über die Route der Erstbesteiger.